# 周道登
周道登（？—1632年），字文邦，號文岸，南直隶吳江（今屬江蘇）人。晚明政治人物。

## 生平
周道登為萬曆二十五年丁酉科順天鄉試舉人，联捷二十六年（1598年）戊戌科進士。改庶吉士，二十八年授編修，次年丁憂歸。三十四年補原職，三十七年養病，四十年升國子監司業，升右諭德，四十一年管理誥敕撰文，升右庶子，四十三年升左庶子，掌左春坊堂印，四十四年遷少詹事。
泰昌元年（1620年）升礼部左侍郎，天启二年（1622年）补经筵日讲官，养病。五年被革职为民。
崇祯继位，七年丁卯（1627年）十二月起升礼部尚书兼東阁大学士，出任辅臣，頗有所爭執。
崇禎初年，周道登與李標等同入閣。因奏對鄙淺，被傳為笑柄，一次崇祯问他“宰相须用读书人，当作何解”，结果他一時答不出来，呆了半晌才说“容臣等到阁中查明回奏”；崇祯颇不悅，又微笑问：“近来诸臣奏内多有‘情面’二字，何谓情面？”结果还是答不上来，竟把情面二字颠倒，曰：“情面者面情之谓也”。
崇禎二年（1629年）御史田时震等先后交劾之，後罷去，閒居鄉里。道登生性好色，家中妻妾成群，仍以無嗣為由，到處尋花問柳。又買下柳如是。崇祯五年（1632年）卒。《明史》第一百三十九卷有傳。